# Макгрегор, Джон
Джон Макгрегор (англ. Jon McGregor; род. 1976[…], Бермудские Острова, Британские заморские территории) — британский писатель. В 2002 году его первый роман был включён в лонг-лист Букеровской премии, став на тот момент самым молодым писателем-претендентом. Его второй и четвертый романы были включены в лонг-лист Букеровской премии в 2006 и 2017 годах соответственно. В 2012 году его третий роман, «Даже собаки», был удостоен Дублинской литературной премии. Газета New York Times назвала его «злым британским писателем».

## Биография
Макгрегор родился на Бермудских островах, но вырос в Великобритании. Образование получил в Городском колледже Норвича, затем получил степень в области медиатехнологий и производства в Брэдфордском университете. На последнем курсе он написал серию под названием «Кино 100» для антологии Five Uneasy Pieces (Pulp Faction).
Переехав в Ноттингем (где он живёт и сегодня), он написал свой первый роман «Если никто не говорит о замечательных вещах» проживая на нэрроуботе. Был номинирован на Букеровскую премию 2002 года, став самым молодым претендентом и единственным дебютантом в лонг-листе. На тот момент Макгрегору было всего 26 лет.
Книга «Если никто не говорит о замечательных вещах» была удостоена премии Бетти Траск и премии Сомерсета Моэма, а также других наград. Его роман So Many Ways to Begin, опубликованный в 2006 году, также попал в лонг-лист Букеровской премии. В 2007 году Макгрегору было поручено написать короткий рассказ под названием «Близость» для литературного фестиваля в Челтенхеме. Короткие рассказы Макгрегора публиковались в нескольких журналах, в том числе в журнале Granta. Его первый сборник рассказов «This Isn’t the Sort of Thing That Happens to Someone Like You» (2012). Среди источников его вдохновения — Элис Манро, Дуглас Коупленд, Рэймонд Карвер, Ричард Бротиган и Чарльз Симик.
В 2010 году Макгрегор получил почётную докторскую степень Ноттингемского университета и стал почетным преподавателем School of English Studies. В настоящее время он является писателем-резидентом благотворительной организации First Story. 13 июня 2012 года Макгрегор был удостоен Дублинской литературной премии за свой третий роман Even the Dogs, лорд-мэр Эндрю Монтегю объявил победителя в Мэншн-Хаус в Дублине. Макгрегор получил приз в размере 100 000 евро. Судейская коллегия премии, в которую входили британский писатель Тим Паркс и тринидадская писательница Элизабет Нуньес, назвала роман Even the Dogs, рассказывающий о взлетах и падениях наркотической зависимости, «бесстрашным экспериментом». Макгрегор назвал «настоящей честью то, что его выбрали из такого огромного списка фантастических произведений со всего мира». Он стал первым британским писателем, получившим эту премию после Николы Баркер в 2000 году. Книга была номинирована на премию Государственной библиотекой иностранной литературы имени Рудомино в Москве.